# Cosinusrelation
Cosinusrelationer er trigonometriske formler der bestemmer cosinus til vinklerne i en trekant hvori man kender sidernes længder. Kaldes siderne for a, b og c og deres modstående vinkler for hhv. A, B og C skrives formlerne således:
{\displaystyle \cos A={\frac {b^{2}+c^{2}-a^{2}}{2\cdot b\cdot c}}}
{\displaystyle \cos B={\frac {a^{2}+c^{2}-b^{2}}{2\cdot a\cdot c}}}
{\displaystyle \cos C={\frac {a^{2}+b^{2}-c^{2}}{2\cdot a\cdot b}}}
For bestemmelse af sider kan denne omskrivning anvendes:

{\displaystyle {a^{2}}={b^{2}+c^{2}-2\cdot b\cdot c\cdot \cos A}}
{\displaystyle {b^{2}}={a^{2}+c^{2}-2\cdot a\cdot c\cdot \cos B}}
{\displaystyle {c^{2}}={a^{2}+b^{2}-2\cdot a\cdot b\cdot \cos C}}
Bemærk at cosinusrelationen gælder for alle trekanter, ikke kun retvinklede trekanter. På grund af lighed med Pythagoras' læresætning kaldes cosinusrelationen også den udvidede Pythagoras.
Ved anvendelse af cosinusrelationerne vil man i én af ovenstående ligninger isolere enten en side eller en vinkel. Løser man ligningen med hensyn til en vinkel, er der i princippet uendeligt mange løsninger. Da en vinkel i en trekant altid er mellem 0° og 180° vælger vi den såkaldt principale løsning.
Cosinusrelationen kaldes også den udvidede Pythagoræiske læresætning. Hvis {\displaystyle C} ovenfor er en ret vinkel gælder {\displaystyle C=90^{\circ }}. Da {\displaystyle \cos(90^{\circ })=0} reduceres cosinusrelationen netop i dette tilfælde til Pythagorases læresætning {\displaystyle c^{2}=a^{2}+b^{2}}

## Bevis
For at bevise cosinusrelationerne tegner man en trekant, som man deler op i to trekanter (for at få rette vinkler at regne med).
Linjen fra vinklen A til siden a = højden (h).
 Bevis for cosinusrelationen b² = c² + a² – 2a {\displaystyle \cdot } c {\displaystyle \cdot } cos(B) hvis vinkel B er spids: 
Med pythagoras får man af den grå trekant: (a – x)² + h² = b² ⇔ h² = b² – (a – x)².
Og tilsvarende af den anden trekant: h² + x² = c² ⇔ h² = c² – x².
Nu er h² isoleret i hver af disse ligninger. De kan derfor sættes lig hinanden:
b² – (a – x)² = c² – x².
Nu skal b² isoleres, derfor får man:
b² = c² – x² + (a – x)².
Parenteserne i denne ligning udregnes:
b² = c² – x² + a² – 2ax + x².
Dette reduceres til:
b² = c² + a² – 2ax.
Vinkel B (i den hvide retvinklede trekant) kan udregnes af: cos(B) = x / c
Ved at isolere x i denne ligning får man: x = cos(B) · c.
Da x = cos(B) · c kan man i ligningen b² = c² + a² – 2ax fra før, erstatte x'et med cos(B) · c.
Dvs. b² = c² + a² – 2ax ⇔
b² = c² + a² – 2a · c · cos(B).
Q.E.D
Nu er beviset færdigt.
De andre former af cosinusrelationen bevises på tilsvarende måde.

## Cosinusrelationen for sfæriske trekanter
For sfæriske trekanter på en kugleoverflade gælder gælder andre formler som også hedder cosinusrelationerne. De sfæriske cosinusrelationer er:
{\displaystyle \cos a=\cos b\cos c+\sin b\sin c\cos A}
{\displaystyle \cos b=\cos c\cos a+\sin c\sin a\cos B}
{\displaystyle \cos c=\cos a\cos b+\sin a\sin b\cos C}

## Bøger
- Holth, Klaus m.fl. (1987): Matematik Grundbog 1. Forlaget Trip, Vejle. ISBN 87-88049-18-3
- Schultz, Jonny (1990): Matematik højniveau 1 - plangeometri og rumgeometri. Forlaget Trip, Vejle. ISBN 87-88049-16-7